# کارل فن ماندر
کارل فن ماندر (هلندی: Karel van Mander؛ مه ۱۵۴۸ – ۲ سپتامبر ۱۶۰۶) نقاش، نویسنده و شاعر بود.
وی در عصر طلایی نقاشی هلند در قرن ۱۷ میلادی زندگی میکرده و بیشتر آثارش با موضوع مردم و انسان‌ها بوده است.

## نگارخانه

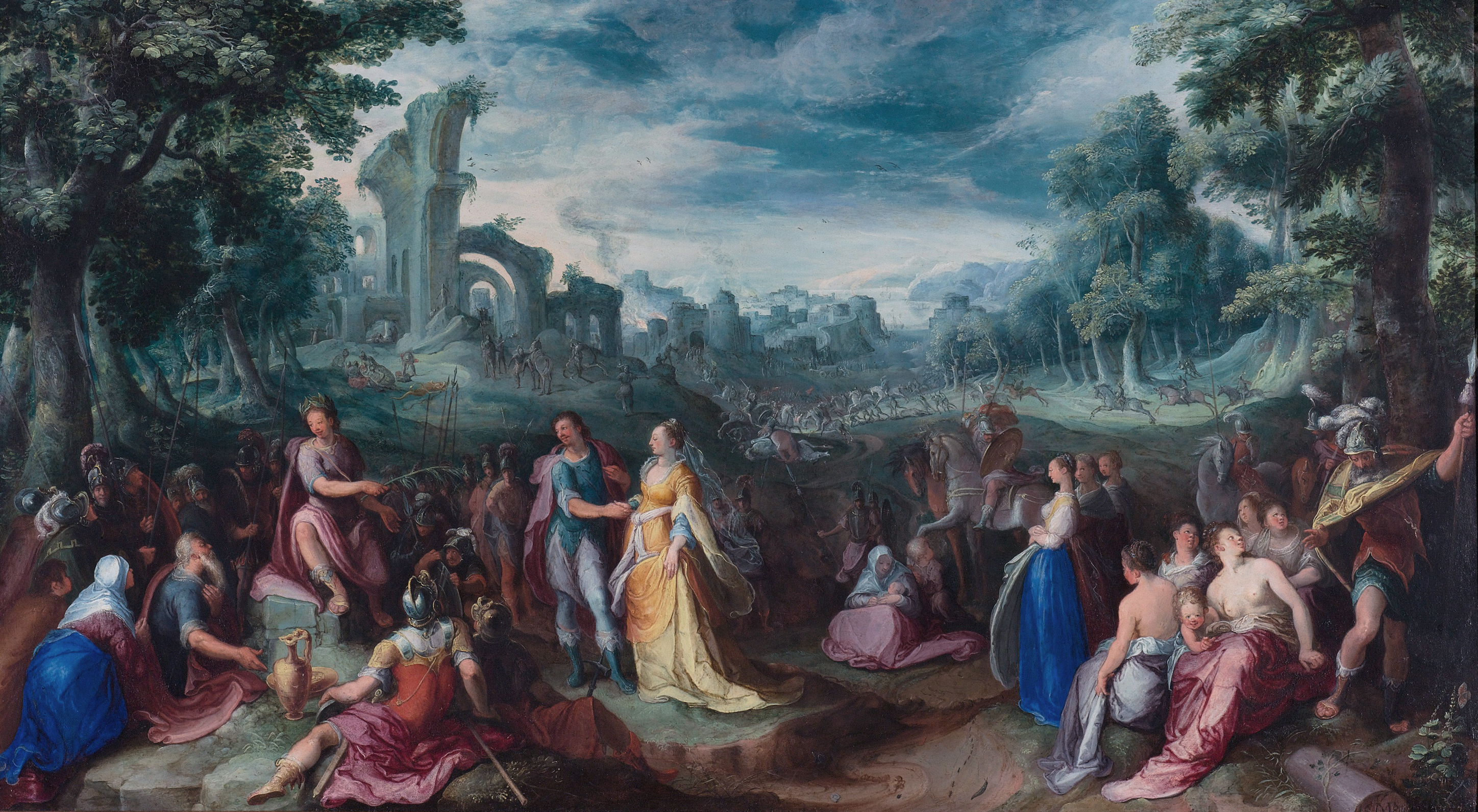
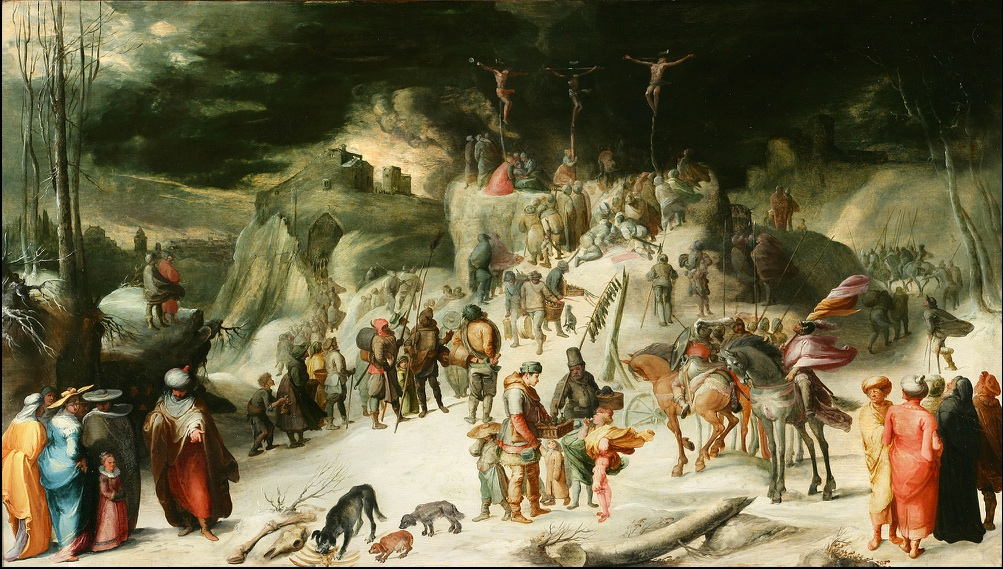
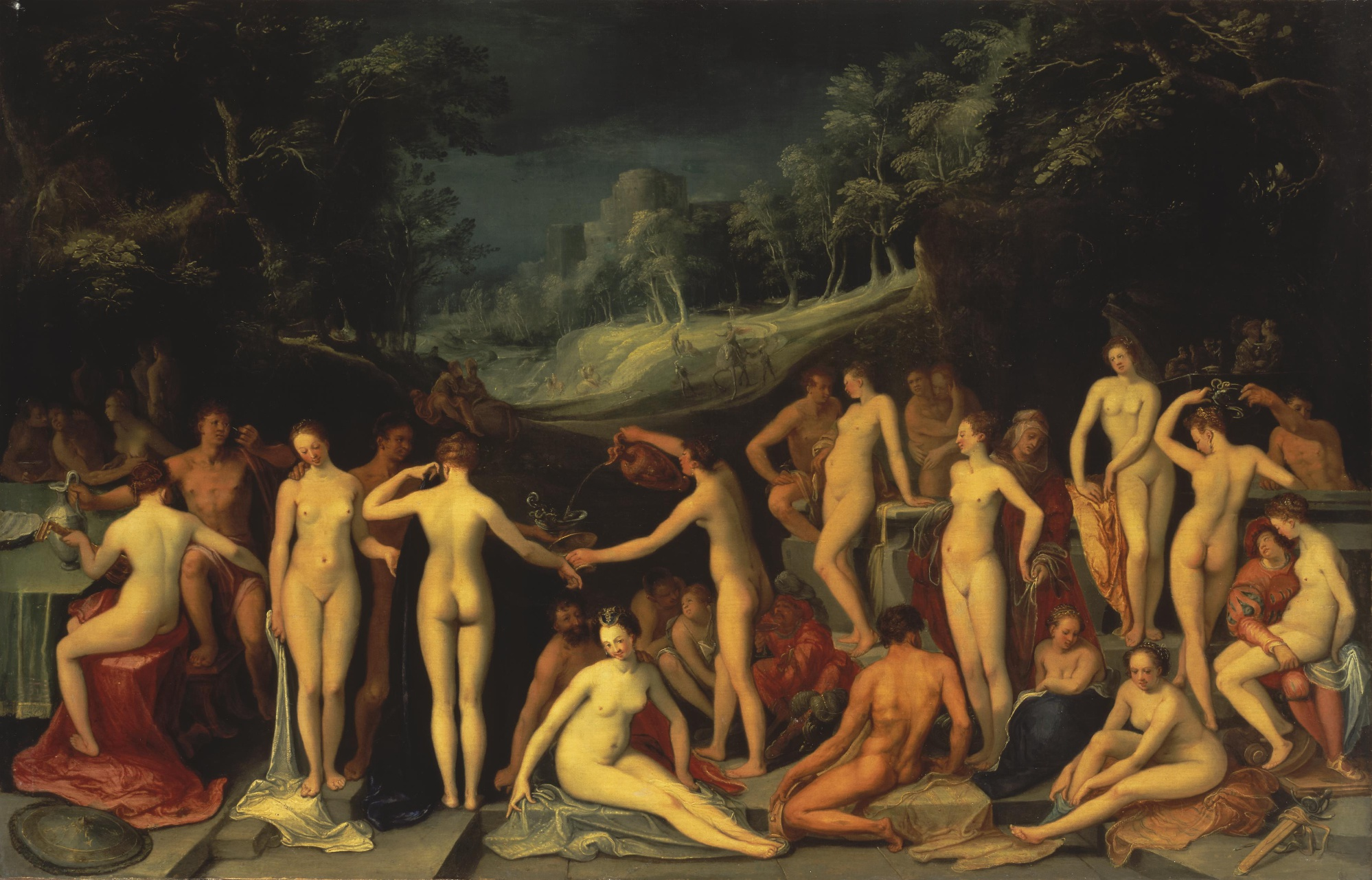
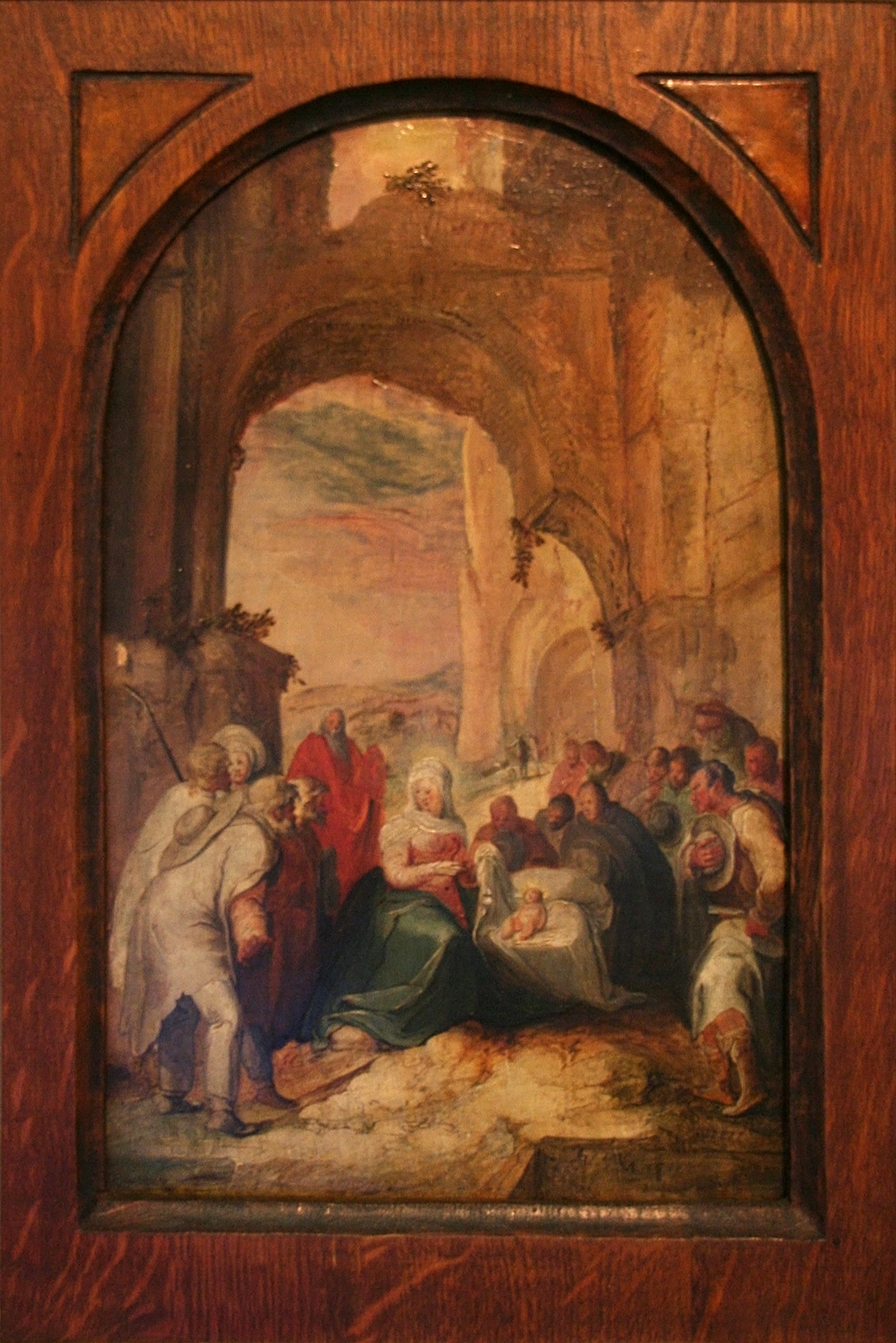